# 康和塞文
康和塞文（法語：Cans et Cévennes，法語發音：[kɑ̃ e sevɛn]）是法国洛泽尔省的一个市镇，属于弗洛拉克区。该市镇于2016年由原市镇圣洛朗德特雷沃和圣于连达尔帕翁合并而成，行政中心位于圣洛朗德特雷沃。

## 地名
“康”（Cans，为Can的复数形式）是一个法语地理术语而非现代法语常用词，其来自晚期拉丁语“Calma”一词，指的是由谷地划定的小型石灰岩高原；“塞文”（Cévennes）指的是塞文山脉。

## 地理
康和塞文（44°16'19.0"N, 3°36'12.0"E）面积43.81 平方千米，位于法国奧克西塔尼大區洛泽尔省，该省份为法国南部内陆省份，北起上盧瓦爾省和康塔爾省，西接阿韦龙省，南至加尔省，东临阿尔代什省。
与康和塞文接壤的市镇（或旧市镇、城区）包括：韦布龙、巴尔德塞文、弗洛拉克三河镇、卡萨尼亚、蓬德蒙韦尔-叙德蒙洛泽尔。
康和塞文的时区为UTC+01:00、UTC+02:00（夏令时）。

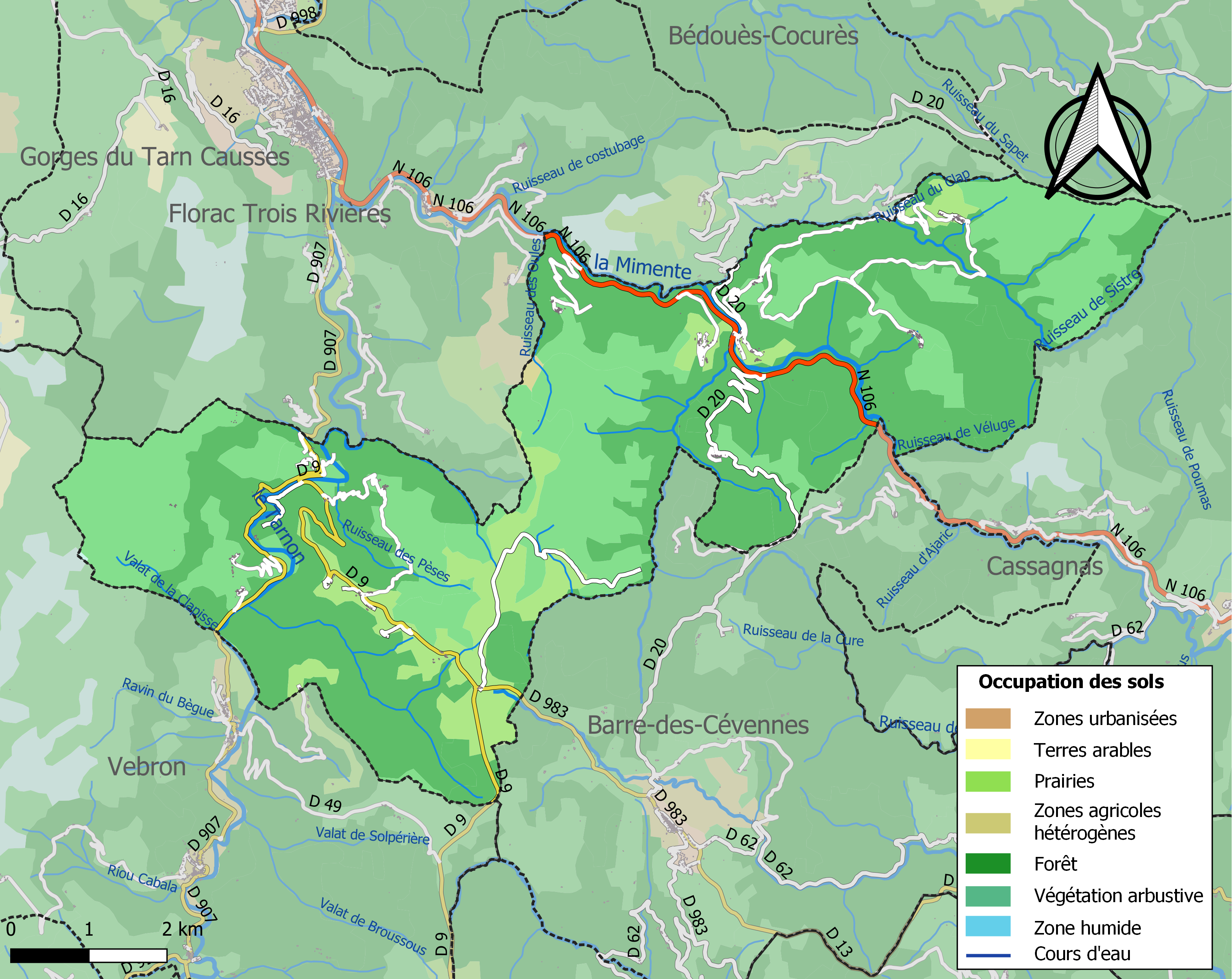
康和塞文的OSM定位图

## 行政
康和塞文的邮政编码为48400，INSEE市镇编码为48166。

## 政治
康和塞文所属的省级选区为勒科莱德代兹县。

## 人口
康和塞文于2022年1月1日时的人口数量为288人。